# HD 111232 b
HD 111232 b (بالإنجليزية: HD 111232 b)‏ الذي يرمز له بالرمز HD 111232b، هو كوكب خارج المجموعة الشمسية، في كوكبة الذبابة، يتبع HD 111232 ‏.

## الاكتشاف
اكتشف في 30 يونيو 2003، وكانت طريقة الاكتشاف Doppler spectroscopy.